# Station Albi-Madeleine
Station Albi-Madeleine is een spoorwegstation in de Franse stad Albi.